# Izreke pustinjskih otaca

Izreke pustinjskih otaca (lat. Apophthegmata Patrum Aegyptiorum, grč. ἀποφθέγματα τῶν πατέρων, romanizirano: Apophthégmata tōn Patérōn, „Izreke Otaca”), poznate i skraćeno kao Izreke, po grecizmu Apophthégmata ili kao Verba Seniorum, zbirke su izreka, anegdota, navoda i sentencija koje se pripisuju pustinjskim ocima i pustinjskim majkama iz IV. i V. stoljeća, kršćanskim pustinjacima (eremitima) iz Egipatske, Arabijske, Palestinske i Perzijske pustinje. Najčešće su pisane u obliku dijaloga između mlađega monaha i njegova duhovnika ili kao savjeti. Premda su kao usmena tradicija prenošene na koptskome, Izreke su zapisane na grčkome jeziku i od tada uživaju popularnost među kršćanskim monasima i redovnicima, pojavljujući se u više različitih oblika i zbirki. Utjecale su na mnoge znamenite teologe, među njima i na Crkvene oce sv. Jeronima i sv. Augustina.
Thomas Merton svojemu je izboru Izreka dao naslov Mudrost pustinje (eng. The Wisdom of the Desert) kao „slobodno i poučno izdanje pripovijetki izabranih tu i tamo u različitim latinskim prijevodima, bez reda i bez bilo kakva prepoznavanja određenih ciljeva (...) namijenjeno dobrobiti i izgradnji čitatelja.”